# Lill-Gäddträsket (Nederkalix socken, Norrbotten)
Lill-Gäddträsket är en sjö i Kalix kommun i Norrbotten och ingår i Sangisälven-Kalixälvens kustområde.